# Satira menippea
La satira menippea è un tipo di satira che prende il nome dai componimenti perduti del filosofo cinico e scrittore di satire Menippo di Gàdara (III secolo a.C.), conosciuto solo attraverso notizie fornite da Diogene Laerzio.
Dai componimenti satirici di Menippo prende corpo, nelle letterature classiche, un vero e proprio genere letterario, caratterizzato da alcuni tratti distintivi:
- il prosimetrum (cioè l'inserzione di versi in un contesto in prosa);
- lo spudaiogeloion (cioè lo stile serio-comico);
- una struttura narrativa a tre piani su cui si sposta l'azione (dagl'Inferi alla Terra all'Olimpo);
- una prospettiva eccentrica (come, per esempio, dall'alto del cielo o dell'Olimpo) da cui criticare e guardare con distacco il mondo;
- il frequente inserimento di parole straniere (parole greche negli autori latini riconducibili alla menippea).

Altre caratteristiche formali e contenutistiche di questo particolare genere di satira erano la parodia letteraria, un certo realismo popolare, nonché ambientazioni frequentemente fantastiche e grottesche.
In ambito latino, sono riconducibili alla satira menippea le Saturae Menippeae di Varrone (I secolo a.C.) e l'Apokolokyntosis di Seneca (I secolo d.C.), una satira diretta contro l'imperatore Claudio; per quanto riguarda il Satyricon di Petronio, è invece probabilmente più corretto parlare di romanzo attraversato da tratti formali e stilistici riconducibili alla menippea (come il prosimetrum). In ambito greco, sono invece da ricordare le opere di Luciano di Samosata (II secolo), nelle quali il nome di Menippo compare anche nel titolo (per esempio, Menippo o la negromanzia, o Icaromenippo).
La categoria di satira menippea è stata ripresa da un autorevole studioso come Michail Michajlovič Bachtin, che ne ha ampliato i tratti formali distintivi, trasformandola in una sorta di genere carnevalizzato onnicomprensivo, portatore fin nelle letterature moderne - Bachtin considera, per esempio, alcuni brani di romanzi di Dostoevskij come "satire menippee" - di quell'elemento "carnevalesco" da lui ampiamente studiato. Giacomo Leopardi s'ispirò alla satira menippea nella stesura delle sue Operette morali.
Dall'ottica della letteratura anglo-americana la satira menippea è invece stata ricondotta a una categoria di genere dallo studioso canadese Northrop Frye. Ribattezzata anatomy (espressione ripresa da L'anatomia della malinconia di Robert Burton), essa è posta accanto a novel, romance e confession nella sua classificazione delle categorie di genere.